# 西湖村 (澎湖县)
西湖村，台湾澎湖县七美乡所辖的一个村。土地总面积1.173平方公里。西湖村共226户，辖10邻，191户，532人。臺灣戰後初期與東湖村合稱東西村，1951年獨立設村 。因位于东湖村之西，故名西湖村。